# Dermot Mulroney
Dermot Mulroney (Alexandria, 31 de outubro de 1963) é um ator norte-americano.

## Biografia
Nasceu em Alexandria, Virgínia, filho de Ellen, uma dona de casa e actriz amadora de Manchester, Iowa, e de Michael Mulroney, professor de Direito (e piloto amador) na Villanova University School of Law, de Elkader, Iowa. Tem uma irmã, Moira, e três irmãos, Conor, Kieran (que também é actor), e Sean. Mulroney é de descendência irlandesa.
Mulroney frequentou a Maury Elementary School, tocou violoncelo na escola e em orquestras juvenis, e começou a representar no clube de teatro infantil da sua cidade. Mais tarde frequentou a T. C. Williams High School (grad. 1981), onde concluí o liceu, e a  Northwestern University (grad. 1985) em Evanston, Illinois, onde foi membro da fraternidade Phi Gamma Delta (república de estudantes).
Em 1990 casa-se com a actriz Catherine Keener, depois de se terem conhecido em 1987 nas filmagens de Questão de Sobrevivência. O casal separou-se em Maio 2005 e divrciaram-se em Dezembro de 2007. Têm juntos um filho Clyde Keener Mulroney, nascido a 21 de junho de 1999. Mulroney e Tharita Catulle tiveram uma filha juntos em Abril de 2008, chamada Mabel Ray Mulroney.
Mulroney é um grande violocenlista, e em 2005 apareceu ao lado de Boyd Tinsley no show de Alanis Morissette, no the House of Blues em Hollywood. Ele também toca numa banda chamada Cranky George. É conhecido pelas suas performances em comédias romântica, mas sua carreira é longa e diversificada.

## Carreira
- 1986 - Shattered if your kid's on drugs - (TV movie)
- 1986 - Sin of Innocence - (TV movie) - Tim McGary
- 1986 - The Drug knot - (TV)
- 1986 - Fama - (TV séries) - Max
- 1986 - CBS Schoolbreak Special - (The Drug Knot - TV séries) - Doug Dawson
- 1987 - Daddy - (Decisão Final - TV movie) - Bobby
- 1987 - Long Gone - (Quando o Jogo é Outro - TV movie) - Jamie Weeks
- 1988 - Sunset - (Assassinato em Hollywood)
- 1988 - Young Guns - (Os Jovens Pistoleiros) - Dirty Steve Stephens
- 1988 - Sunset - (Assassinato em Hollywood) - Michael Alperin
- 1989 - Unconquered - (Garra de Vencer - TV movie) - Richmond Flowers Jr.
- 1989 - Survival Quest - (Questão de Sobrevivência) - Gray
- 1989 - Staying Together - (Garotos) - Kit McDermott
- 1989 - Longtime Companion - (Meu Querido Companheiro) - John
- 1990 - Arduous Moon - (short)
- 1990 - Bright Angel - (Estranhos Encontros) - George
- 1991 - Career Opportunities - Nestor Pyle
- 1992 - Where the Day Takes You - (A Lei de Cada Dia) - King
- 1992 - The Heart of justice - (O Coração da Justiça) - (TV movie) - Elliot Burgess
- 1992 - Samantha - Henry
- 1992 - Halfway House - (short)
- 1993 - Silent Tongue - (O Espírito do Silêncio) - Reeves McCree
- 1993 - Point of No Return - (A Assassina) - J.P.
- 1993 - Family pictures - (Retratos de Família) - (TV movie) - Mack
- 1993 - The Thing Called Love - (Um Sonho, Dois Amores) - Kyle Davidson
- 1994 - The Last Outlaw - (Os Últimos Foras-da-Lei) - (TV movie) - Eustis
- 1994 - Journeys North - (TV movie) - Collum
- 1994 - Bad girls - (Quatro Mulheres E Um Destino) - Josh McCoy
- 1994 - Angels in the Outfield - (Os anjos Entram em Campo) - Mr. Bomman (Roger's Dad)
- 1994 - There Goes My Baby - (Os últimos dias do paraíso) - Pirate
- 1995 - Living in Oblivion - (Vivendo no abandono) - Wolf
- 1995 - How to Make an American Quilt - (Colcha de Retalhos)
- 1995 - Copycat - (A Vida imita a Morte) - Reuben Goetz
- 1996 - Heroine of Hell - (TV movie) - Callum
- 1996 - Kansas City - Johnny O'Hara
- 1996 - Bastard Out of Carolina - (Marcas do silêncio) - Lyle Parsons
- 1996 - Box of Moon Light - (A Chave da Liberdade) - Wick
- 1996 - The Trigger Effect - (Efeito Dominó) - Joe
- 1997 - My Best Friend's Wedding - (O Casamento do Meu Melhor Amigo) - Michael O'Neal
- 1998 - Goodbye Lover - (Misteriosa Paixão) - Jake Dunmore
- 2000 - Where the Money Is - (Cadê a Grana?) - Wayne
- 2000 - Trixie - Dex Lang
- 2001 - The Safety of The Objects - (Encontros do Destino) - Jim Train
- 2001 - Lovely & Amazing - (Encontros de Irmãs) - Kevin McCabe
- 2001 - Investigating Sex - Edgar
- 2002 - About Schmidt - (As Confissões de Schmidt) - Randall Hertzel
- 2003 - Friends - (TV séries) - Gavin
- 2004 - Hair High - (voz) - Rod
- 2004 - Undertow - (Contra Corrente) - John Munn
- 2005 - The Wedding Date - (Muito Bem Acompanhada) - Nick Mercer
- 2005 - Must Love Dogs - (Procura-se um Amor que Goste de Cachorros) - Bob
- 2005 - The Family Stone - (Tudo em Família) - Everett Stone
- 2006 - Griffin & Phoenix - (O Amor Pode Dar Certo) - Griffin
- 2007 - Dante's Inferno - (voz) - Dante
- 2007 - Zodiac - Captain Marty Lee
- 2007 - Gracie - Bryan Bowen
- 2007 - Georgia Rule - (Ela é a Poderosa) - Dr. Simon Ward
- 2007 - The Batman - (TV séries) - Green Lantern
- 2008 - The Memory Keeper's Daughter - (O Guardião de Memórias) - (telefilme) - Dr. David Henry
- 2008 - Jolene - (Uncle Phil)
- 2008 - Burn After Reading - Star of "Coming Up Daisy"
- 2008 - Flash of Genius - (Jogada de Gênio) - Gil Previck
- 2009 - Kisses over Babylon - (curta-metragem) - Warden
- 2010 - Inhale - Paul Stanton
- 2011 - Abduction - (Sem Saída) - Martin Price
- 2011 - J. Edgar - Colonel Schwarzkopf
- 2011 - Silent Witness - (telefilme) - Tony Lord
- 2012 - Struck by Lightning - Neal Phillips
- 2012 - Stoker - Richard Stoker
- 2012 - The Grey - Talget
- 2012 - Beyond - (Do Além) - Jack Musker
- 2012 - Big Miracle - (O Grande Milagre) - Coronel Scott Boyer
- 2012 - New Girl - Russell Schiller - Namorado de Jess
- 2013 - Jobs - Get Inspired - Mike Markkula
- 2016 - Lavender
- 2017 - Sleepless - Stanley Rubino
- 2023 - Scream VI - (Pânico 6) - Detetive Wayne Bailey